# V451 Геркулеса
V451 Геркулеса (лат. V451 Herculis), HD 153882 — тройная звезда в созвездии Геркулеса на расстоянии приблизительно 545 световых лет (около 167 парсек) от Солнца. Возраст звезды определён как около 363 млн лет.

## Характеристики
Первый компонент (WDS J17016+1457A) — бело-голубая вращающаяся переменная звезда типа Альфы² Гончих Псов (ACV) спектрального класса B9p, или A0VpSiSrCrEu, или A0p, или A0, или A1pCrEu, или A1CrEu, или A2p*. Видимая звёздная величина звезды — от +6,34m до +6,26m. Масса — около 3,552 солнечной, радиус — около 3,46 солнечного, светимость — около 70,8 солнечной. Эффективная температура — около 8980 K.
Второй компонент — коричневый карлик. Масса — около 34,68 юпитерианской. Удалён в среднем на 2,282 а.е..
Третий компонент (TYC 988-1954-1) — жёлтый карлик спектрального класса G. Видимая звёздная величина звезды — +10,27m. Радиус — около 1,03 солнечного, светимость — около 1,162 солнечной. Эффективная температура — около 6092 K. Удалён на 18,9 угловой секунды.